# 郤正
郤 正（げき せい）は、中国三国時代から西晋の学者・政治家。字は令先。もとの名は纂。司隷河南尹偃師県の人。祖父は後漢の益州刺史で、馬相の乱によって落命した郤倹。父は孟達隷下の軍人郤揖。

## 生涯
父の郤揖は劉焉・劉璋には仕官しなかったが、劉備が蜀を制圧するとこれに仕え、孟達の営都督となった。孟達とともに魏に降伏して中書令史となったが郤正が幼い頃に亡くなり、母も再婚したため一人で生計を立てていた。暮らしは貧しかったが学問を好み、広く書物を読み漁ったので若くして名文家となった。
蜀漢に出仕して秘書吏となり、昇進を重ねて最終的に秘書令に至った。
郤正は黄皓の屋敷の隣に30年間も住んでいたが、特に気に入られも嫌われもしなかった。そのため、秩は六百石を越えることはなかったが、官職を追われるようなこともなかった。
炎興元年（263年）、劉禅が魏に降伏する際には降伏文書を書いた。劉禅が洛陽に移送されることが決まると妻子を捨てて付き従い、関内侯に封じられた。劉禅は郤正の補佐によって落ち度なく振る舞うことができたので、「郤正を評価するのが遅かった」と後悔したという。
安陽県令・巴西太守と出世を重ね、咸寧4年（278年）に死去した。

## 人物・逸話
名利にこだわらず文章の美を追求し、司馬相如・班固・張衡らの文・篇・賦や同時代の優れた論など、益州にあるものにはほとんど目を通していた。
100篇にも及ぶ詩・論・賦を書き、姜維を高く評価した論文や、『釈譏』という自身への批判に対する弁明文が残っている。
秘書郎であった頃、郤正はたびたび孟光を訪ねて教えを乞うていた。あるとき孟光が郤正に皇太子劉璿の性格や能力を訊ねると、郤正は慎重な受け答えに終始した。孟光はこれを評価したものの、皇太子のあるべき姿を論じて郤正を感心させた。
降伏後、劉禅は司馬昭に「ときには蜀のことを思い出されますかな？」と問われると「ここは楽しいので思い出すことはありません」と答えた。郤正はこれを聞き「次に同じ質問をされたならば『先祖の墓が遠く隴・蜀にあり、一日とて思わない日はありません』とお答えなさいませ」と進言した。劉禅が進言に従ったところ、司馬昭にそれを見抜かれて物笑いになった。